# Φ PHY
『Φ PHY』（ファイ）は、1984年12月21日に発売されたルースターズの6枚目のアルバムである。

## 概要
大江慎也在籍時代最後のアルバム。参加メンバーは、大江慎也（ボーカル、ギター）、花田裕之（ギター）、下山淳（ギター、ベース）、灘友正幸（ドラムス）、安藤広一（キーボード）。1984年1月に加入したベースの柞山一彦はレコーディングには参加していない。ジャケットは、絵具を顕微鏡で拡大したもの。
大江の状態が悪化し、レコーディング開始時点では、1、2曲しか曲ができていなかった。このため、花田、下山による曲が大半を占める。音楽的にはニュー・ウェイヴ色がより強まっている。
6曲目の「FEMME FATALE」は、ヴェルヴェット・アンダーグラウンドの『ヴェルヴェット・アンダーグラウンド・アンド・ニコ』収録曲のカバー。
2000年には、デビュー20周年を記念して、3,000枚限定の紙ジャケット仕様再発盤が発売されている。この再発盤は、リマスタリングが施され、ボーナス・トラックとしてライブ音源の4曲が収録されている。このうち、「Tonight」はイギー・ポップのカバー。なお、2003年にも紙ジャケットで再発されているが、この盤にはボーナス・トラックは収録されていない。

## 曲目
1. Venus（作詞：柴山俊之、作曲：花田裕之）
2. COME ON（作詞：大江慎也、M. Alexander、作曲：大江慎也）
3. DOWN DOWN（作詞：柴山俊之、作曲：花田裕之）
4. HEAVY WAVY（作詞：大江慎也、作曲：下山淳）
5. BROKEN HEART（作詞：柴山俊之、作曲：花田裕之）
6. FEMME FATALE（作詞・作曲：ルー・リード）
7. STREET IN THE DARKNESS（作詞：柴山俊之、作曲：花田裕之）
8. MESSAGE FROM...... COME ON, LOVE MY GIRL（作詞：柴山俊之、作曲：花田裕之）
9. LAST SOUL（作詞：大江慎也、作曲：下山淳）
10. MUSIC FROM ORIGINAL MOTION PICTURE "PUNISHMENT"（作曲：花田裕之、下山淳）
11. Come On To Me（作詞・作曲：大江慎也）
12. I'll Be Eyes（作詞：ザ・ルースターズ、作曲：花田裕之）
13. Femme Fatale（作詞・作曲：ルー・リード）
14. Tonight（作詞・作曲：デヴィッド・ボウイ、イギー・ポップ）

11曲目以降は、2000年の再発盤収録のボーナス・トラック。